# 奧比海峽
奧比海峽（英語：Ob' Passage），是南極洲的海峽，位於瑪麗皇后地，寬0.7公里，由澳大拉西亞探險隊發現和蘇聯探險隊繪入地圖，現時由南極條約體系管理。